# Douro, Faina Fluvial
Pour plus de détails, voir Fiche technique et Distribution.
Douro, Faina Fluvial, parfois traduit Douro, travail fluvial, Douro, activité fluviale ou encore Douro, labeurs riverains, est un documentaire court portugais réalisé par Manoel de Oliveira, sorti en 1931.

## Synopsis
Les pénibles activités quotidiennes sur les quais du fleuve Douro, lors de son passage à travers la ville de Porto : chargements, déchargements, circulation, vente de poissons...

## Fiche technique
- Réalisation : Manoel de Oliveira
- Scénario : Manoel de Oliveira
- Production : Manoel de Oliveira
- Photographie : António Mendes
- Montage : Manoel de Oliveira
- Musique : Luís de Freitas Branco, Emmanuel Nunes
- Pays d'origine :  Portugal
- Durée : 18 minutes
- Date de sortie : 19 septembre 1931

## Analyse
Pour son premier film, le grand réalisateur portugais reprend la structure de Berlin, symphonie d'une grande ville de Walter Ruttmann et l'applique à la ville de Porto. Poème d'avant garde lyrique, au montage énergique et expérimentant avec les lignes, les volumes, l'ombre et la lumière, le film est aussi une exaltation des gens humbles et une critique du pouvoir (cf. les menaçantes contre-plongées sur l'agent de police) : comme l'énonce Oliveira, « Douro n’est pas qu’un hymne à la ville, c’est aussi une œuvre dirigée contre la discipline militaire, une critique de la police, du pouvoir, de la violence dans le Porto de l’époque ».